# 백승탁
백승탁(白承鐸, 1935년 9월 2일~)은 대한민국의 교육인이다. 예덕학원 명예 이사장이다. 제8·9대 충청남도교육감을 지냈다.

## 생애
수원 백씨이며 충청남도 예산군 덕산면 광천리에서 출생했다.
1988년 7월, 충청남도교육감으로 부임했다.

## 가족 관계
아버지 백창현은 예덕학원의 초대 재단 이사장을 지냈으며 예덕학원의 창립자이다.
자녀는 2남 2녀를 두었으며 셋째 아들인 백종원은 더본코리아를 창업하며 요식업 기업인이 되었다.

## 경력
- 예산고등학교 교장
- 제8·9대 충청남도교육감
- 도립 청양대학장
- 예덕학원 이사장
- 예덕학원 명예 이사장

## 학력
- 1954년 대전고등학교 졸업
- 1958년 공주사범대학 국어교육학과 학사
- 1971년 충남대학교 대학원 국어국문학과 문학 석사
- 1973년 고려대학교 대학원 교육행정학과 교육학 석사
- 1986년 한양대학교 대학원 교육행정학과 교육학 박사

### 명예 박사 학위
- 1983년 미국 오하이오 주립대학교 명예 교육학 박사

## 저서

### 저술
- 《한국근대사학정책》
- 《교원의 후생복지》
- 《국가발전과 사학의 본분과 역할》
- 《초등교육과정 실용한문 주해》

### 논문
- 《교원후생복지에 관한 연구》
- 《국가발전과 사학의 역할》
- 《대학 학생생활연구 활성화 방안》
- 《교수의 학생지도 역할증대 방안》

## 수상 및 상훈
- 대한민국 문교부 교육특별공로상
- 대한민국 국민포장 (1976년 12월 5일 수훈)
- 대한민국 새마을훈장 협동장 (1977년 9월 9일 수훈)
- 대한민국 국민훈장 동백장 (1984년 12월 5일 수훈)
- 대한민국 국민훈장 모란장 (1993년 12월 6일 수훈)

## 같이 보기
- 송백헌
- 최한수